# Dmitry Bivol
Dmitry Yuryevich Bivol (en ruso: Дмитрий Юрьевич Бивол; Tokmok, 18 de diciembre de 1990) es un boxeador ruso que es el actual campeón unificado de peso semipesado de boxeo, además de recibir la distinción de boxeador del año 2022. Como amateur, ganó la medalla de oro en los World Combat Games de 2013 en la categoría de 81 kg. Desde agosto de 2022, está posicionado como el segundo boxeador activo libra por libra en el mundo por BoxRec, séptimo por The Ring, Transnational Boxing Rankings Board (TBRB) y Boxing Writers Association of America, y octavo por ESPN. También está posicionado como el mejor peso semipesado por The Ring y BoxRec, y segundo por TBRB y ESPN.

## Biografía y carrera amateur
El padre de Bivol, Yuriy, es nativo de Moldavia y su madre, Yelena, es de ascendencia coreana, nació en Kazajistán y tiempo después se trasladó a Kirguistán. Ambos se conocieron en la Rusia soviética, donde se encontraban por tema de estudios, y luego de casarse se mudaron a Kirguistán, donde Bivol nació el 18 de diciembre de 1990, en Tokmok. Tiene dos hermanas mayores. De niño practicó wushu y, a los seis años, comenzó a boxear. Así, se convirtió en uno de los mayores prospectos del país y, más adelante, se lo convocó al equipo nacional de una categoría juvenil. En 2002, en el afán de que Bivol tuviera mejores oportunidades para desarrollarse en ese deporte, la familia se trasladó a San Petersburgo, en Rusia. Su padre, que fue fundamental en su trayectoria, comenzó a trabajar como chófer de autobús para sostener a la familia, que vivía en habitaciones compartidas.
Bivol ganó dos campeonatos mundiales en el nivel júnior, así como una medalla de bronce en el Campeonato Mundial de Boxeo Juvenil AIBA 2008, en la división de peso mediano. Ganó también los campeonatos rusos de boxeo amateur sub-17 en 2012 y 2014. Con un récord amateur de 268-15, se desarrolló como un púgil técnico, reconocido por su uso del jab y juego de pies. No consiguió pelear para Rusia en Juegos Olímpicos o campeonatos mundiales, porque era el segundo en la clasificación nacional, por detrás de Yegor Mejóntsev. Se graduó en la Lesgaft National State University of Physical Education, Sport and Health de San Petersburgo.

## Carrera profesional

### Bivol contra Broadhurst
Con los otros dos títulos de la AMB, el campeón interino Bivol fue elevado a campeón completo. Estaba programado para pelear contra Trent Broadhurst en una defensa opcional el 4 de noviembre en la Salle des Etoiles. Como campeón interino, Bivol se ubicó en el puesto #1 por la AMB cuando se anunció la pelea, mientras que Broadhurst se ubicó en el puesto 11. El anuncio fue recibido con incredulidad por los medios de comunicación, debido a que muchos combatientes clasificados por encima de Broadhurst estaban disponibles. El contendiente número 2 de la AMB, Sullivan Barrera, publicó en Twitter su disgusto por haber sido ignorado. El presidente de la AMB, Gilberto Mendoza, más tarde aclaró que se ordenaría al ganador que peleara contra el principal contendiente de la AMB a los 120 días.
Bivol ganó la pelea por nocaut con una derecha al final de la primera ronda. La transmisión en vivo de la pelea promedió 341,000 espectadores en HBO, mientras que la repetición en el mismo día tuvo un promedio de 289,000 espectadores.

### Campeonato de Peso Semipesado de la WBA

#### Bivol vs. Arthur
El 2 de mayo de 2023, el presidente del WBC Mauricio Sulaiman reveló a ESPN que el organismo había declarado a Bivol inelegible para enfrentar al campeón unificado de peso semipesado Artur Beterbiev por la sanciones a los peleadores rusos bielorrusos luego de la Invasión rusa de Ucrania  A pesar de los rumores que Bivol tendría una revancha con Canelo Álvarez, Su mánager Kornilov reveló el 26 de septiembre que estaba en negociaciones con Anthony Yarde, Lyndon Arthur, Radivoje Kalajdzic y Jaime Munguía para una pelea en diciembre. El 14 de noviembre de 2023, se anunció que Bivol enfrentaría al campeón de peso semipesado de la IBO Lyndon Arthur. La pelea titular se llevó a cabo el 23 de diciembre de 2023, en el Kingdom Arena en Riyadh, Arabia Saudita. Bivol ganó la pelea por una muy dominante decisión unánime, con los tres jueces puntuando la pelea 120–107 en su favor. Logró tirar a Arthur una vez con gancho izquierdo al cuerpo.

#### Bivol vs. Beterbiev
Bivol estaba programado para enfrentar al campeón de peso semipesado del WBC, WBO y la IBF Artur Beterbiev por el título indiscutido el 1 de junio de Riyadh, Arabia Saudí. Sin embargo, Beterbiev se retiró de la pelea el 3 de mayo, luego de sufrir una rotura de menisco entrenando. Malik Zinad fue seleccionado para reemplazar a Beterbiev y enfrentó a Bivol el 1 de junio. Bivol ganó la pelea por TKO en el sexto asalto.
La pelea contra Beterbiev se reprogramó para el 12 de octubre de 2024.

## Récord profesional
| Récord profesional | Récord profesional | Récord profesional |
| 25 peleas          | 24 victorias       | 1 derrota          |
| ------------------ | ------------------ | ------------------ |
| Nocaut             | 12                 | 0                  |
| Decisión           | 12                 | 1                  |

| Res.     | Récord | Oponente                | Método | Asalto, tiempo | Fecha                   | Localización                                                  | Notas |
| -------- | ------ | ----------------------- | ------ | -------------- | ----------------------- | ------------------------------------------------------------- | --- |
| Victoria | 24-1   | Artur Beterbiev         | MD     | (12)           | 22 de febrero de 2025   | Kingdom Arena, Riyadh, Arabia Saudita                         | Por los títulos de peso semipesado del WBC, la WBO,la WBA, la IBF y el de The Ring.                                                      |
| Derrota  | 23-1   | Artur Beterbiev         | MD     | (12)           | 12 de octubre de 2024   | Kingdom Arena, Riyadh, Arabia Saudita                         | Defendiendo el título de peso semipesado de la WBA; Por los títulos de peso semipesado del WBC, la WBO, la IBF y el vacante de The Ring. |
| Victoria | 23–0   | Malik Zinad             | TKO    | 6 (12), 2:06   | 1 de junio de 2024      | Kingdom Arena, Riyadh, Arabia Saudita                         | Retuvo los títulos de peso semipesado de la WBA (Super) y la IBO.                                                                        |
| Victoria | 22–0   | Lyndon Arthur           | DU     | 12             | 23 de diciembre de 2023 | Kingdom Arena, Riyadh, Arabia Saudita                         | Retuvo el título de peso semipesado de la WBA (Super). Ganó el título de peso semipesado de la IBO.                                      |
| Victoria | 21–0   | Gilberto Ramírez        | DU     | 12             | 5 de noviembre de 2022  | Etihad Arena, Abu Dabi, Emiratos Árabes Unidos                | Retuvo el título de peso semipesado de la WBA (Super).                                                                                   |
| Victoria | 20–0   | Saúl Álvarez            | DU     | 12             | 7 de mayo de 2022       | T-Mobile Arena, Paradise, Nevada                              | Retuvo el título de peso semipesado de la WBA (Super).                                                                                   |
| Victoria | 19–0   | Umar Salamov            | DU     | 12             | 11 de diciembre de 2021 | KRK Uralets, Ekaterinburg, Rusia                              | Retuvo el título de peso semipesado de la WBA (Super).                                                                                   |
| Victoria | 18–0   | Craig Richards          | DU     | 12             | 1 de mayo de 2021       | AO Arena, Manchester                                          | Retuvo el título de peso semipesado de la WBA (Super).                                                                                   |
| Victoria | 17–0   | Lenin Castillo          | DU     | 12             | 12 de octubre de 2019   | Wintrust Arena, Chicago, Illinois                             | Retuvo el título de peso semipesado.de la WBA.                                                                                           |
| Victoria | 16–0   | Joe Smith Jr.           | DU     | 12             | 9 de marzo de 2019      | Turning Stone Resort and Casino, Verona, Nueva York           | Retuvo el título de peso semipesado.de la WBA.                                                                                           |
| Victoria | 15–0   | Jean Pascal             | DU     | 12 (12)        | 24 de noviembre de 2018 | Hard Rock Hotel & Casino, Atlantic City                       | Retuvo el título de peso semipesado.de la WBA.                                                                                           |
| Victoria | 14-0   | Isaac Chilemba          | DU     | 12 (12)        | 4 de agosto de 2018     | Hard Rock Hotel & Casino, Atlantic City                       | Retuvo el título de peso semipesado.de la WBA.                                                                                           |
| Victoria | 13–0   | Sullivan Barrera        | TKO    | 12 (12), 1:41  | 3 de marzo de 2018      | The Theater at Madison Square Garden, New York City, New York | Retuvo el título de peso semipesado.de la WBA.                                                                                           |
| Victoria | 12–0   | Trent Broadhurst        | KO     | 1 (12), 3:00   | 4 de noviembre de 2017  | Salle des Etoiles, Monte Carlo, Mónaco                        | Retuvo el título de peso semipesado.de la WBA.                                                                                           |
| Victoria | 11–0   | Cedric Agnew            | TKO    | 4 (10), 1:27   | 17 de junio de 2017     | Mandalay Bay Events Center, Paradise, Nevada                  | |
| Victoria | 10–0   | Samuel Clarkson         | TKO    | 4 (12), 1:40   | 14 de abril de 2017     | MGM National Harbor, Oxon Hill, Maryland                      | Retuvo el título interino de peso semipesado de la WBA.                                                                                  |
| Victoria | 9–0    | Robert Berridge         | TKO    | 4 (12), 0:47   | 23 de febrero de 2017   | Nizhny Tagil Forum, Nizhny Tagil, Rusia                       | Retuvo el título interino de peso semipesado de la WBA.                                                                                  |
| Victoria | 8–0    | Yevgeni Makhteienko     | DU     | 10             | 29 de octubre de 2016   | Ekaterinburg Arena, Ekaterinburg, Rusia                       | |
| Victoria | 7–0    | Félix Valera            | DU     | 12             | 21 de mayo de 2016      | Khodynka Ice Palace, Moscú, Rusia                             | Retuvo el título interino de peso semipesado de la WBA.                                                                                  |
| Victoria | 6–0    | Cleiton Conceição       | KO     | 4 (10), 2:24   | 18 de febrero de 2016   | The Hangar, Costa Mesa, California                            | |
| Victoria | 5–0    | Jackson Junior          | TKO    | 4 (10), 1:59   | 4 de noviembre de 2015  | TatNeft Arena, Kazán, Rusia                                   | Ganó el título vacante WBA Inter-Continental del peso semipesado.                                                                        |
| Victoria | 4–0    | Felipe Romero           | KO     | 8 (8), 2:38    | 27 de agosto de 2015    | The Hangar, Costa Mesa, California                            | Ganó el título vacante WBC–USNBC Silver del peso semipesado.                                                                             |
| Victoria | 3–0    | Joey Vegas              | KO     | 4 (8), 1:10    | 22 de mayo de 2015      | Palacio de los Deportes Luzhnikí, Moscú, Rusia                | |
| Victoria | 2–0    | Konstantin Piternov     | TKO    | 3 (6), 1:12    | 10 de abril de 2015     | Palacio de los Deportes Luzhnikí, Moscú, Rusia                | |
| Victoria | 1–0    | Jorge Rodríguez Olivera | TKO    | 6 (6), 1:44    | 28 de noviembre de 2014 | Palacio de los Deportes Luzhnikí, Moscú, Rusia                | |

## Vida privada
En 2007 el deportista conoció a su futura esposa, Ekaterina, en un vuelo. Se casaron el 13 de julio de 2013 y tienen dos hijos: Miron y Nikon. La pareja se separó en 2023 y la mujer, en quien recayó la custodia de los niños, lo acusó de violencia doméstica, manipulación emocional y comportamiento controlador.